# Оранжевощёкий астрильд
Оранжевощёкий астрильд (лат. Estrilda melpoda) — птица семейства вьюрковых ткачиков отряда воробьинообразных.

## Внешний вид
Длина тела 10 см. Самец и самка имеют одинаковую окраску оперения. Только у самки она значительно бледнее. У птиц серое темя; затылок, шея и спина светло-коричневые, крылья несколько темнее. Надхвостье и верхние кроющие хвоста красные, рулевые чёрные. Уздечка оранжево-красная, щёки и кроющие уха оранжевые, горло белое. Бока и вся нижняя часть корпуса серые и лишь середина брюшка оранжевая. Радужка коричневая, клюв красный, ноги коричневые.
У молодых птиц темя и нижняя часть тела буроватые, клюв чёрный.

## Распространение
Обитают в Сенегале, Гвинее, Гане, Либерии, Кот-д’Ивуаре, Того, Буркина-Фасо, Бенине, Нигерии, Камеруне, Габоне, Республике Конго, Демократической Республике Конго, на юго-западе Центральноафриканской Республики и Мали и на северо-западе Анголы. В 1874 году был завезён на остров Пуэрто-Рико, где хорошо акклиматизировался.

## Образ жизни
Населяют места, поросшие высокой травой, болота, окраины лесов и лесные поляны, сады в непосредственной близости от человеческого жилья. Во время гнездования живут парами, а в межгнездовой период собираются в большие стаи. Питаются мелкими семенами трав и злаков, мелкими гусеницами и личинками насекомых. Во время выкармливания птенцов количество животного корма значительно увеличивается.

## Размножение
Шарообразное с узким летком гнездо строят в кустарнике или траве на земле или в непосредственной близости от земли. Гнездо строят из сена, зелёных листьев и растительных волокон, внутри выстилают мхом и мягкой травой или растительным пухом. Перед основной гнездовой камерой пристраивают неполное «обманное» гнездо, которое служит для отвлечения возможных врагов и для отдыха самца. Иногда пристраивают влётную трубку, которая может достигать 17 см. Гнездо вьёт самочка из материала, который приносит самец. При токовании самец, удерживая в клюве травинку и подпрыгивая, в своеобразном танце приближается к самочке.
В кладке 3—7 белых яиц. В насиживании, длящемся 11—12 дней, принимают участие оба родителя. Через 22 дня молодые птицы покидают гнездо, и ещё около двух недель их докармливают родители.

## Содержание
Впервые оранжевощёких астрильдов ввезли в Европу в первой половине XIX века. Это очень выносливые и постоянно бодрые птицы, поэтому весьма популярны среди любителей, особенно начинающих.